# Asedio de Dijon
El asedio de Dijon fue un episodio de la tercera fase de la guerra de la Liga de Cambrai ocurrido en 1513, en que la guarnición francesa fue sitiada por un ejército suizo hasta su capitulación.

## Antecedentes

### Disputa por la herencia borgoñona

Francia y estados fronterizos en 1477. Los territorios de la casa de Borgoña, en amarillo.

Durante la guerra de Borgoña y tras la derrota de Carlos el Temerario en la batalla de Nancy, Luis XI de Francia había procedido a ocupar el Ducado de Borgoña. María de Borgoña, la heredera de Carlos, en todo momento reclamó los territorios conquistados como parte de su patrimonio. Tras morir en 1482, Maximiliano I de Austria, Emperador del Sacro Imperio Romano Germánico, se convirtió en el defensor de los derechos de los hijos de ambos, en primer lugar, de Felipe el Hermoso, y a la muerte de aquel, de Margarita de Austria.
En 1493, a pesar del Tratado de Arras de 1482, consiguió el Emperador que el rey de Francia cediera el Franco Condado a su hijo Felipe, pero continuaba el litigio por la parte occidental del ducado.

### Tratado de Blois
En la tercera fase de la guerra de la Liga de Cambrai, Francia consiguió una alianza con su antigua rival, la Señoría de Venecia mediante el tratado de Blois, que dio impulso a una nueva ofensiva en Lombardía inicialmente favorable.
Pero tras ser derrotados en junio de 1513 en Novara por un ejército suizo, y en agosto en Guinegatte por un ejército inglés, Francia pareció estar debilitada, lo que aprovechó Maximiliano para lanzar un ataque y «recuperar» así el ducado de Borgoña para Margarita, a la sazón, gobernadora de los Países Bajos.
Mientras que la Confederación Suiza estaba en un proceso de incorporación de nuevos territorios en la frontera norte del ducado de Milán, aprovechando la debilidad del estado milanés, y al tiempo, mantenía sus mercenarios al servicio de Maximiliano, una fuente de ingresos para los cantones y confederados, y sus pobladores.

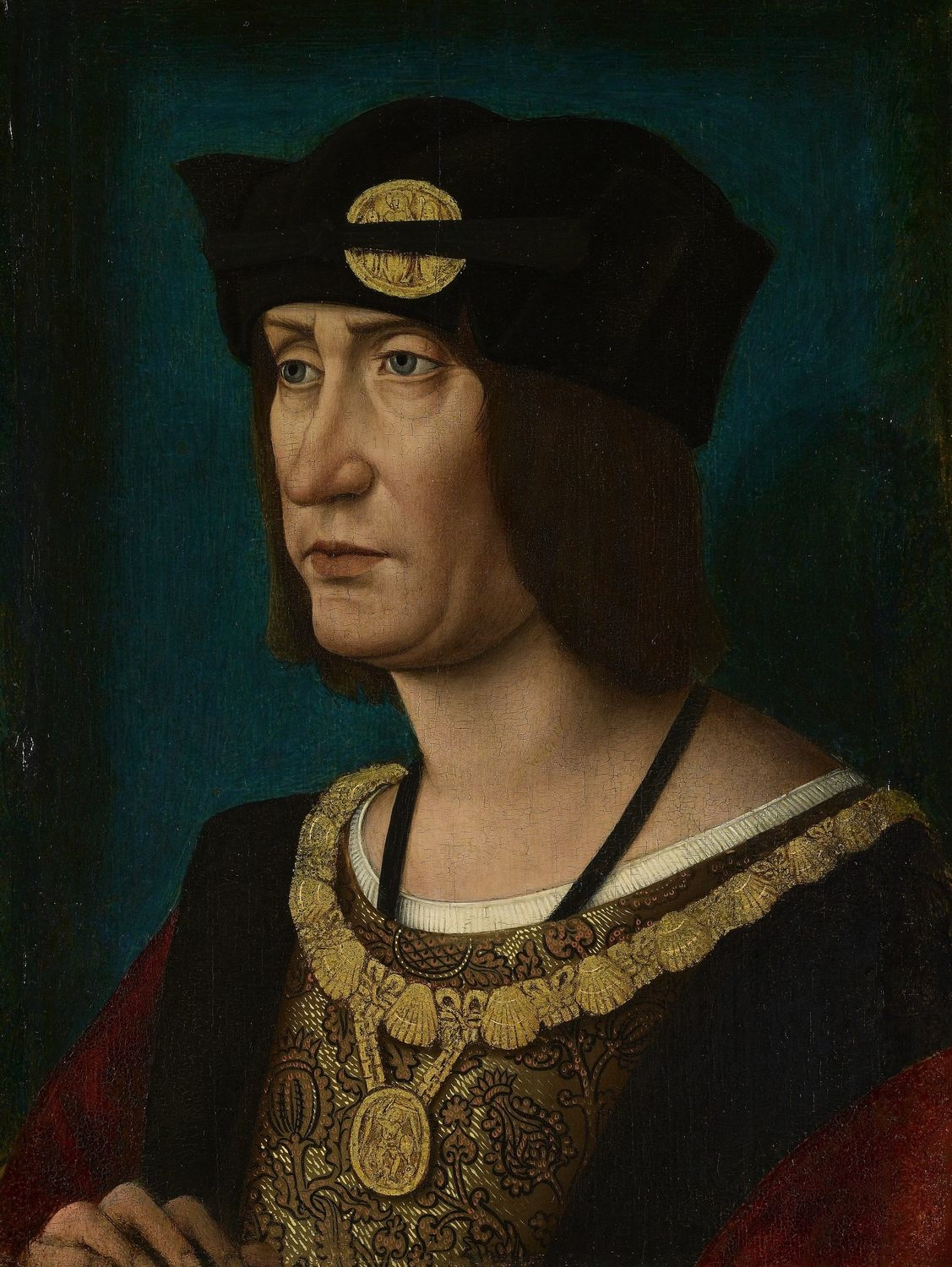
Luis XII de Francia.

## Los preparativos militares
Suiza y el Emperador, Mateo Schiner mediante, acordaron realizar una expedición conjunta en territorio francés desde el Este mientras Enrique VIII de Inglaterra atacaba Calais desde junio, prometiendo aportar con dinero, caballería y artillería. La Dieta Federal ordenó una de 16.000 suizos a los que sumaron 10.000 voluntarios -a cargo de Henry Winckler, asistido por Jacques de Watteville, porque el barón de Hohensax estaba enfermo— hasta llegar a unos 30.000 a finales de agosto. El día 27 de ese mes se unieron en Besanzón, capital del Franco Condado, con 1.000 caballeros alemanes de Hainaut y 22 piezas de artillería al mando de Ulrich de Wurtemberg. Ahí se les suma un contingente borgoñón a cargo de Guillaume de Vergy, mariscal de Borgoña.
El 16 de agosto los ingleses vencen a los franceses en Guinegate, forzando al rey Luis a centrar sus recursos en ellos, dejando solos a sus guarniciones en la frontera oriental. El día 22 toman el fuerte de Thérouanne, empeorando la situación francesa.

## El asedio
El 4 de septiembre, los contingentes avanzados del ejército conjunto suizo-imperial llegaban a la vista de las murallas de Dijon. El bombardeo empezó el día 9, abriendo una brecha para intentar un fallido asalto tres días después. Sabiéndose abandonado a su suerte, el jefe de la guarnición y gobernador de Borgoña, Louis de la Trémoille, intenta negociar pero las condiciones son tan duras que pide mayor tiempo para meditar, lo que lleva a los suizos a redoblar el bombardeo. Finalmente, el 13 de septiembre se firma el tratado. Al día siguiente, los confederados abandonan el lugar y los imperiales se ven obligados a levantar su campamento.

### Las cláusulas del acuerdo
Los confederados obtenían del rey de Francia el reconocimiento de la soberanía de Maximiliano Sforza sobre el ducado de Milán, la restitución al papado de las plazas ocupadas por Francia en Italia, como Asti, y una indemnización de 400 000 escudos, entre otros.

## Consecuencias
Dado el incumplimiento de lo acordado entre Luis de la Trémoille y el ejército atacante por parte de Luis XII, el suceso tuvo escasa repercusión.
El presidente del parlamento de Dijon, entre otros, fue retenido como rehén por los suizos, para garantizar el cumplimiento por parte de Luis XII de los acuerdos del 13 de septiembre.